# 루커스 카발리니
루커스 대니얼 카발리니(영어: Lucas Daniel Cavallini, 1992년 12월 28일 ~ )는 캐나다의 축구 선수로 현재 멕시코 리가 MX의 푸에블라 소속으로, 포지션은 레프트 백이다.